# 高木和子
高木 和子（たかぎ かずこ、1964年 - ）は、日本の国文学者、東京大学教授。「源氏物語」を中心に古代日本文学を研究している。
兵庫県生まれ。1988年東京大学文学部卒業。1991年同大学院人文科学研究科修士課程修了。1996年同大学院人文社会系研究科博士課程単位取得退学、同年から97年まで同大学院研究生。1998年、「源氏物語論 主題と表現」で博士（文学）の学位を取得、東京大学大学院人文社会系研究科博士課程修了。同年、関西学院大学文学部専任講師、のち助教授。2007年准教授。2008年教授。2013年東京大学大学院人文社会系研究科准教授（国文学）、2017年教授。なお、東京大学国文科初の女性教員である。2002年に『源氏物語の思考』で紫式部学術賞受賞。

## 著書
- 『源氏物語の思考』風間書房 2002
- 『女から詠む歌 源氏物語の贈答歌』青簡舎 2008
- 『男読み源氏物語』朝日新書 2008
- 『和泉式部　コレクション日本歌人選』笠間書院 2011
- 『平安文学でわかる恋の法則』ちくまプリマー新書 2011
- 『源氏物語再考　長編化の方法と物語の進化』岩波書店 2017
- 『源氏物語を読む』岩波新書 2021

共編
- 『物語二百番歌合　和歌文学大系50』明治書院 2019。三角洋一と
- 『古今和歌集　和歌文学大系5』明治書院 2021

編者代表は久保田淳、他は高野晴代、鈴木宏子、高橋由記

## 参考
- 平安文学でわかる恋の法則 - 紀伊國屋書店BookWeb
- 高木和子 関西学院大学専任講師 - 源氏大学.com
- 東大文学部